# Ernst Döring (Jurist)
Ernst Döring (* 23. Dezember 1888 in Kempten (Allgäu); † 26. März 1956) war ein deutscher Landrat.

## Leben
Nach dem Abitur studierte Ernst Döring Rechtswissenschaften an der Ludwig-Maximilians-Universität München, legte 1913 die erste juristische Staatsprüfung ab und leistete den dreijährigen juristischen Vorbereitungsdienst, der durch seinen Einsatz im Ersten Weltkrieg unterbrochen wurde. Nach dem Zweiten juristischen Staatsexamen promovierte er am 2. Juni 1923 in Erlangen mit der Dissertation  „Die örtlichen Angaben nach Art. 4 des Bayer. Gesetzes vom 30. Juni 1921 zum Vollzug des Landessteuergesetzes“. Bevor Döring 1934 Regierungsrat bei der Regierung von Niederbayern wurde, war er Bezirksamtmann in Neumarkt i. d. Oberpfalz und in Regensburg. Er wechselte zurück in die Kommunalverwaltung, übernahm für ein paar Tage das Bezirksamt Mallersdorf und wurde am 3. Juni 1937 Bezirksamtsvorstand (ab 1939 Landrat) im Bezirksamt Marktheidenfeld (ab 1939 Landkreis Marktheidenfeld). Zum 4. Mai 1942 erhielt er die Abordnung zum Oberpräsidium Oberschlesien, wo er bis zu seiner Abordnung zur Regierung von Niederbayern am 23. März 1944 blieb. 
Im Juli 1945 setzte ihn die amerikanische Militärregierung für wenige Tage als Landrat in Marktheidenfeld ein. Im Entnazifizierungsverfahren stufte die Spruchkammer ihn als belastet, im Berufungsverfahren als entlastet ein. So wurde er am 7. August 1948 bei der Regierung von Unterfranken angestellt, wurde dort am 1. Januar 1949 zum Oberregierungsrat ernannt und ging als Oberregierungsrat bei der Regierung von Oberbayern zum 1. Januar 1954 in den Ruhestand. Für zwei weitere Jahre war er als Beamter auf Zeit beim Verwaltungsgericht München beschäftigt.
Gegen Ernst Döring war ein Strafverfahren vor dem Landgericht Würzburg wegen Beteiligung an der Deportation der jüdischen Bevölkerung aus Unterfranken anhängig; es wurde eingestellt.
Zum 1. Mai 1935 trat er in die NSDAP ein (Mitgliedsnummer 3.654.632), er war Mitglied der Motor-SA und zuletzt Truppführer beim NSKK.